# Holger Fürst
Holger Fürst ist ein ehemaliger deutscher Basketballspieler.

## Leben
Der aus Wilhelmshaven stammende Fürst lebte als Jugendlicher fünf Jahre in Washington, D.C., wo sein in der Marine tätiger Vater stationiert war. Er bestritt zwischen der Saison 1986/87 und 1989/90 62 Spiele für die Hochschulmannschaft der im US-Bundesstaat Kalifornien ansässigen University of the Pacific. Seine besten Saisonmittelwerte erreichte der 2,13 Meter große Innenspieler in der Saison 1987/88 (2,6 Punkte/Spiel) beziehungsweise 1988/89 (2,2 Rebounds/Spiel). Fürst war an der Hochschule Mannschaftskamerad der späteren NBA-Spieler Jon Barry und Dell Demps.
In der bundesdeutschen Nationalmannschaft wurde Fürst zwischen Mai und Juli 1988 in 22 Länderspielen eingesetzt. Seine beste Angriffsleistung im Hemd der Auswahl des Deutschen Basketball-Bundes waren vier Punkte, diese Ausbeute gelang ihm in vier Spielen, darunter gegen Jugoslawien Anfang Juli 1988 im Rahmen des in den Niederlanden ausgetragenen Ausscheidungsturniers für die Olympischen Spiele. Bei diesem Turnier kam Fürst auf einen Punkteschnitt von 2,8 je Begegnung.
Nach dem Abschluss seines Ingenieursstudiums im Jahr 1990 wurde Fürst in den Vereinigten Staaten beruflich tätig.